# AS700 (飛行船)
AS700
祥雲（Xiangyun）
- 用途：有人飛行船
- 製造者：中国航空工業集団（AVIC）
- 初飛行：2022年12月
- 運用状況：開発中

AS700は中華人民共和国の中国航空工業集団（AVIC）が開発した有人の飛行船。祥雲（Xiangyun）とも呼ばれる。

## 概要
2018年6月に承認を受け、同年8月に開発が開始された。無人の試験機1機と有人機が2機製造され、有人機はそれぞれ2022年12月と2023年9月に初飛行を実施した。
2023年12月19日に中国民用航空局（CAAC）から型式証明を取得し、3月30日に初のフェリーフライトが実施された。

## 諸元
出典: 
- 最大離陸重量 : 4150キログラム
- 航続距離 : 700キロメートル
- 最高速度 : 100km/h
- 航続時間 : 10時間
- 定員 : 10名（乗員含む）